# Kveni
Kveni, maleni finski narod naseljen u norveškim okruzima Tromsø i Finnmark. Porijeklom su od Finaca koji su u 18. i 19. stoljeću migrirali iz sjeverne Finske i Švedske na sjever Norveške. Danas ih znatan dio živi u mnogim naseljima: Tromsø, Oteren, Skibotn, Storslett, Kvaenangsbotn, Nordreisa, Alta, Borselv, Neiden, Bygoynes i Vadso. Kveni populacija iznosi između 5,000 i 8,000 (1998; The Federation of Norwegian Kven People) i služe se kvenskim jezikom, koji je 2005. priznat kao jezik kvenske manjine.